# Ljudmila Sapova
Ljudmila Vladimirovna Sapova (in russo Людмила Владимировна Сапова?; Mosca, 3 maggio 1984) è un'ex cestista russa.

## Carriera
Con la Russia ha disputato tre edizioni dei Campionati europei (2011, 2013, 2015).